# Laxå (commune)
La commune de Laxå est une commune suédoise du comté d'Örebro. Environ 5630  personnes y vivent (2020). Son siège se trouve à Laxå.

## Localités
- Finnerödja
- Hasselfors
- Laxå
- Röfors
- Tived
- Tivedstorp

## Personnalités liées à la commune
- Monica Holler